# ラーデンブルク
ラーデンブルク（ドイツ語: Ladenburg, ドイツ語発音: [ˈlaːdn̩bʊrk] ( 音声ファイル)）は、ドイツ連邦共和国バーデン＝ヴュルテンベルク州ライン＝ネッカー郡に属す市。ネッカー川沿いに位置し、中世後期の旧市街を有する。この都市の歴史はローマ時代にまで遡る。

## 地理

### 位置と自然環境
この都市は、標高96mから106mのオーバーライン地溝帯内のネッカー川扇状地に位置し、ライン＝ネッカー大都市圏に含まれる。この都市の住宅密集地域の南側でカンデルバッハ川がネッカー川に注いでいる。市域は1,900ha強で、そのうち24.7%が住宅地および交通用地（市街地）、71.8%が農業用地、2.8%が水域である。
最寄りの大都市は、南東にハイデルベルク、北西にマンハイムがそれぞれ約11kmの距離にあるが、いずれも直接境を接してはいない。
ハイデルベルクとともにフランケン地方北西部に属し、住民構成は高地ドイツ語のうち上部ドイツ語に属する上部フランケン語（南フランケン語）を言語とするフランケン人が多い。

### 市の構成
ラーデンブルク市には、ラーデンブルクの他、ノイボッツハイムおよびノイツァイルスハイム、「ゲルグブルンネン入植地」、膠工場およびその住居、「マックス＝プランク研究所ローゼンホーフ」、動物死体処理施設（膠工場の施設）が含まれる。廃村となったボッツハイム、メーアホーフ、ツァイルスハイムの市域内に含まれる。

### 隣接する市町村
ラーデンブルクは、西のネッカー川対岸のイルフェスハイム、北のヘッデスハイムおよび北東にオーデンヴァルトが控えるヒルシュベルクのラウタースハウゼン地区、東のベルクシュトラーセ沿いの都市シュリースハイム、南東のドッセンハイムと境を接する。また、南西のエーディンゲン＝ネッカーハウゼンとはネッカー川が境をなしている。

## 歴史
この場所に初めて人が定住したのは、紀元前3,000年から紀元前200年の間のいずれかの時期であった。ラーデンブルクは初め、ケルト人入植地 Lokudunom（=「水城」）として成立した。紀元前200年にケルト人の中心地がハイデルベルク近郊のハイリゲンベルクからラーデンブルクに移転した。紀元後40年、エルベゲルマン族がローマ帝国の在郷農民兵として定住した。ローマ人はこの地を Suebi Nicrenses と呼んだ。74年にはローマ人の城が築かれ、その宿営地がこの都市の原点となった。
98年にローマ皇帝トラヤヌスは、Lopodunum入植地をキヴィタス（ローマ時代の自治都市）に昇格させ、Civitas Ulpia Sueborum Nicrensiumの首邑と定めた。この中のUlpiaは皇帝の家門名に由来するもので、町の別名も「ウルピア」と呼ばれた。入植地が2世紀から3世紀初めに隆盛したことが、多くの考古学的出土品からわかる。

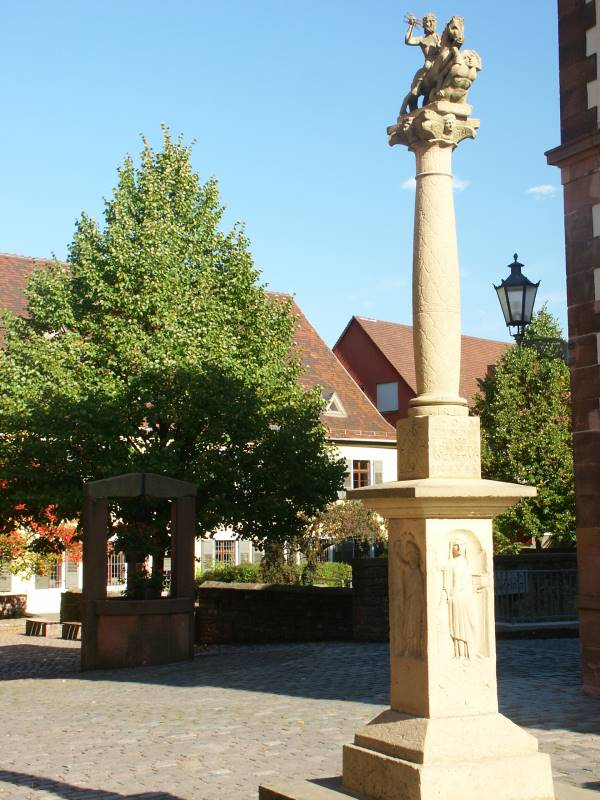
ローマ時代に建設されたジュピター巨人柱

220年、このローマ都市に市場のバシリカ、週の市場、神殿、劇場、共同浴場、邸宅、市壁を備えたフォールムが建設された。この市壁で囲まれた空間は約32ha、その上周囲の敷藁を敷き詰めた形で出土する入植地は45haの広さがあった。ラーデンブルクは、ロッテンブルク、バート・カンシュタット（シュトゥットガルトの市区）、バート・ヴィンプフェン、ハイデンハイム、ロットヴァイルあるいはハイデルベルクといった現在バーデン＝ヴュルテンベルク州に位置するどのローマ都市よりも大きな都市であった。
260年頃アレマン人がこの都市を破壊した。しかしある程度のローマ人は踏みとどまり、ローマ風の名称が残った。皇帝ウァレンティニアヌス1世は369年にこの都市を征服し、城を築き、またネッカー川の港の防衛施設を造営した。5世紀の中頃にラーデンブルク周辺地域のローマ人支配は最終的に潰えた。469年にメロヴィング朝はPalatiumとして王領を築いた。ラーデンブルクはLobdengauの首邑となった。フランク王ダゴベルト1世は628年にこの都市とガウをヴォルムス司教に寄贈した。874年、ルートヴィヒ・フォン・ドイチュはLobetenburgと記述している。カロリング朝時代には、Civitas Publicaと表記されている。10世紀に中世になって最初の市壁が建設された。皇帝ハインリヒ2世は、1006年にヴォルムス司教領の司教座聖堂参事会のすべての地所がラーデンブルクに属していることを確認し、その5年後には司教にLobdengauの伯位を授けた。

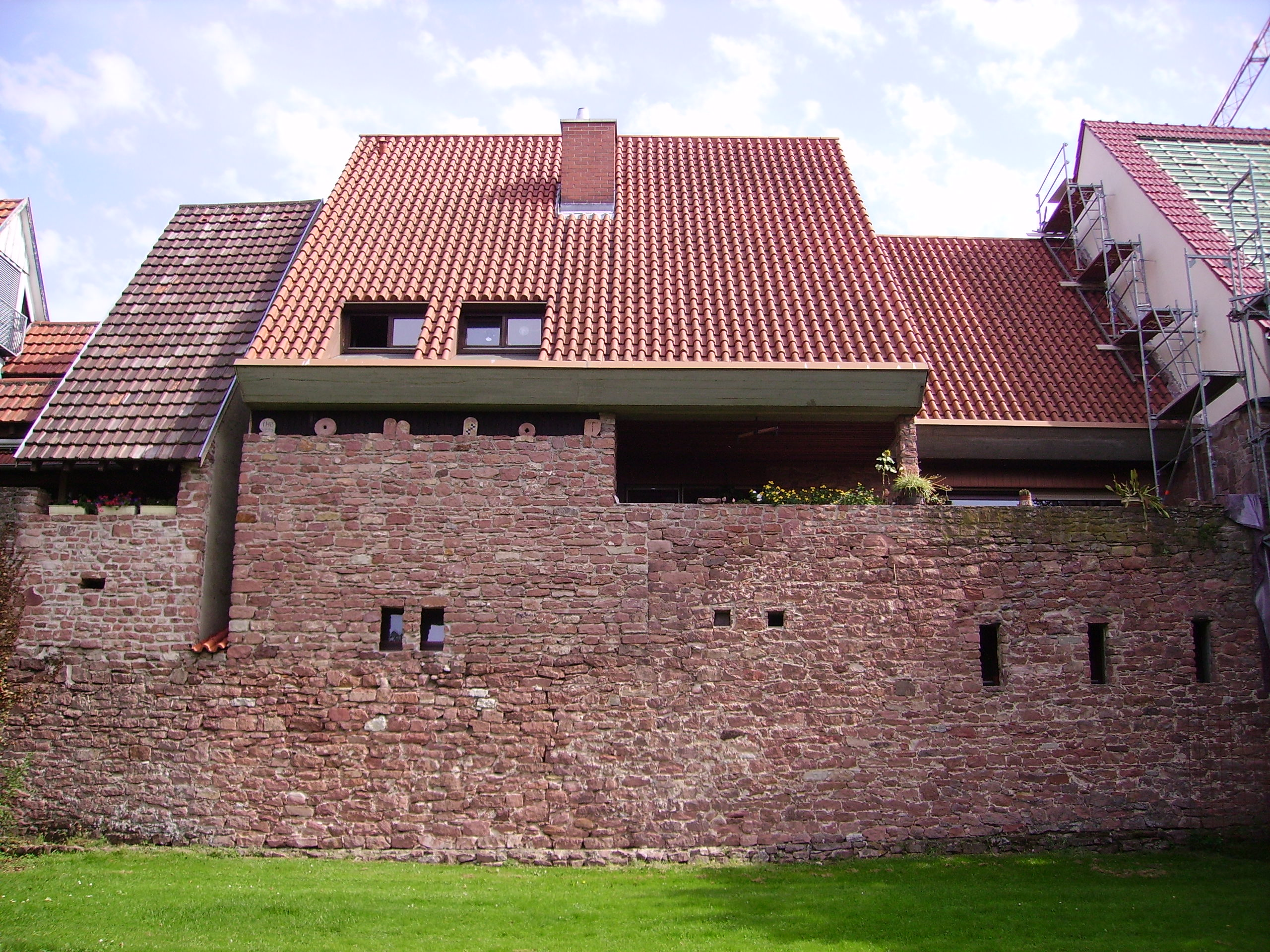
中世の市壁の遺構

1253年に、市長、審判人、市民がこの都市に初めて登場する。1385年にはラーデンブルクの領主権を巡ってヴォルムス司教とプファルツ選帝侯の間で流血のフェーデが戦われた。
1400年にヴォルムス市民は司教に服従するのを拒否し、司教を追い出してしまった。これによってラーデンブルクは司教座に昇格した。司教フレッケンシュタインは1412年に聖ガルス教会の南塔とドームを建設した。司教ヨハン・フォン・ダルベルクの下、ラーデンブルクは大きな花を咲かせた。1512年に彼の友人である皇帝マクシミリアン1世がこの都市を訪れた。後の宗教改革家ロイヒリンがロルシュ修道院から引き取ったものに、ダルベルクの所有分を併せて、現在『Bibliotheca Palatina』として知られる重要な書籍のコレクションを作り上げた。1564年のクリスマスに牧師エッカルトと聖ガルス教会の司教ベッテンドルフとの間で戦いが行われた。その翌年、ベッテンドルフはヴォルムス市民と和解し、ラーデンブルクを去り、副都の位置づけになった。その結果、カルヴァン派のプファルツ選帝侯が聖金曜日に聖ガルス教会を略奪し、カトリックの肖像が破壊された（クアプファルツの聖像破壊）。

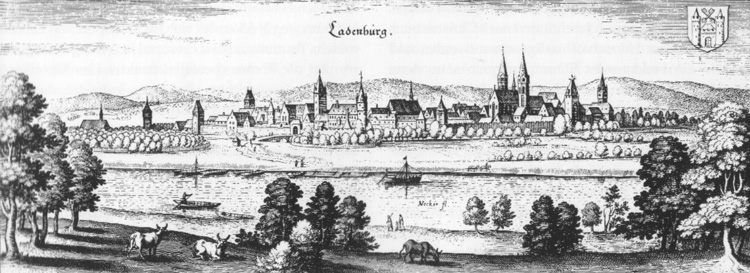
1645年のラーデンブルク

三十年戦争では1622年にペーター・エルンスト2世フォン・マンスフェルトによってこの都市は一部破壊された。また、プファルツ継承戦争（1689年 - 1693年）ではMélac将軍によって略奪された。1705年に選帝侯ヨハン・ヴィルヘルムと司教フランツ・ルードヴィヒ・フォン・プファルツ＝ノイブルクの兄弟間で領土交換が行われ、大きな領土として統一された。ラーデンブルクは完全にプファルツ選帝侯領となり、この都市を首邑とするオーバーアムト・ラーデンブルクが設けられた。
フランス革命後のフランス革命戦争では、ラーデンブルクは1799年に占領され、ナポレオン・ボナパルトによるヨーロッパの政治地図の書き換えに組み込まれた。プファルツ選帝侯が廃止され、この都市はバーデンに編入されたが、1863年までアムトの所在地ではあり続けた。1849年のバーデン革命の際は、ラーデンブルクのネッカー川に架かる橋で激しい戦闘が行われた。

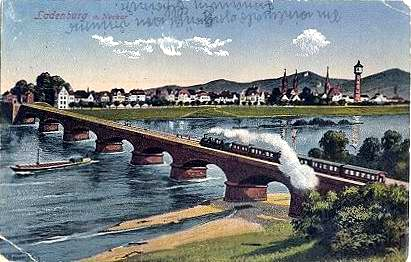
1900年頃のラーデンブルク

政治的には、1903年以降、社会民主党がラーデンブルクで一番強い政党であった。ヴァイマル共和政下では時々中央党が凌駕することもあった。1930年からはNSDAPが第一党となり、1933年の帝国議会議員選挙では34.2%の票を獲得した。ラーデンブルクは第二次世界大戦で、ほとんど無傷のまま残された。1945年3月28日にアメリカの第324歩兵連隊第1大隊により戦闘のないまま占領された。
1974年に第1回の旧市街祭が開催され、それ以後この催しは訪問者を惹きつけている。1979年、この都市に、連邦コンクール『都市建設における都市の姿と保護文化財』の金メダルが連邦大統領ヴァルター・シェールによってもたらされた。1998年には都市の創設1900年祭が祝われた。また、同じ年、バーデン＝ヴュルテンベルク州の郷土会議のホスト都市となった。2005年にはラーデンブルクでグリーン・プロジェクト2005が開催された。この催しは小庭園展の名でも知られている。

## 行政

### 市議会
ラーデンブルクの市議会は、5年ごとの直接選挙で選出される22人の議員からなる。これに市長が議長として加わる。

### 市長
市長は、8年ごとに直接選挙で選出される。2017年4月以降シュテファン・シュムッツ(SPD)がその職にある。
- 1965年 - 1993年: ラインホルト・シュルツ (SPD)
- 1993年 - 2001年: ロルフ・レプレ (CDU)
- 2001年 - 2017年: ライナー・ツィーゲラー (SPD)
- 2017年 - : シュテファン・シュムッツ (SPD)

### 紋章

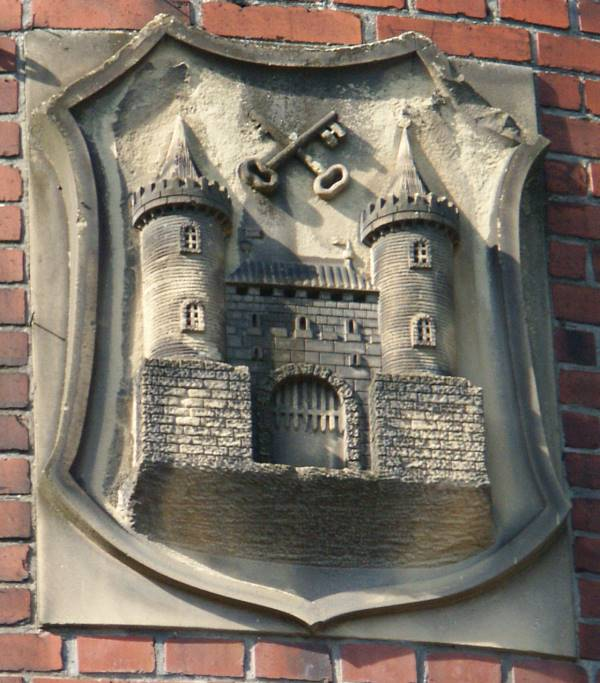
給水塔に掲げられた市の紋章

図柄: 銀地と青地に斜めに二分割された盾型に赤い城。尖塔型の屋根と胸壁をもつ2本の赤い塔がありその間を低層の中間部分が結んでいる。中間部分には開いた門とその吊り格子が見える。城の上に斜め十字に組み合わされた2本の青い鍵（鍵の部分は上向きである）。
この紋章は、1253年の印章にまで遡る。銀と青の色は19世紀に制定されたもので、プファルツ選帝侯を表している。十字に配置された鍵はヴォルムス司教区の紋章から採られた。城は、おそらく市門を表現していると考えられ、これにより都市権を持つことを主張している。
旗は、青 – 白である。

### 友好都市
- ガランゴ（ブルキナファソ）1983年
- パテルニオン（オーストリア、ケルンテン州）1984年

## 文化と見所

### 博物館

#### ロプデンガウ博物館

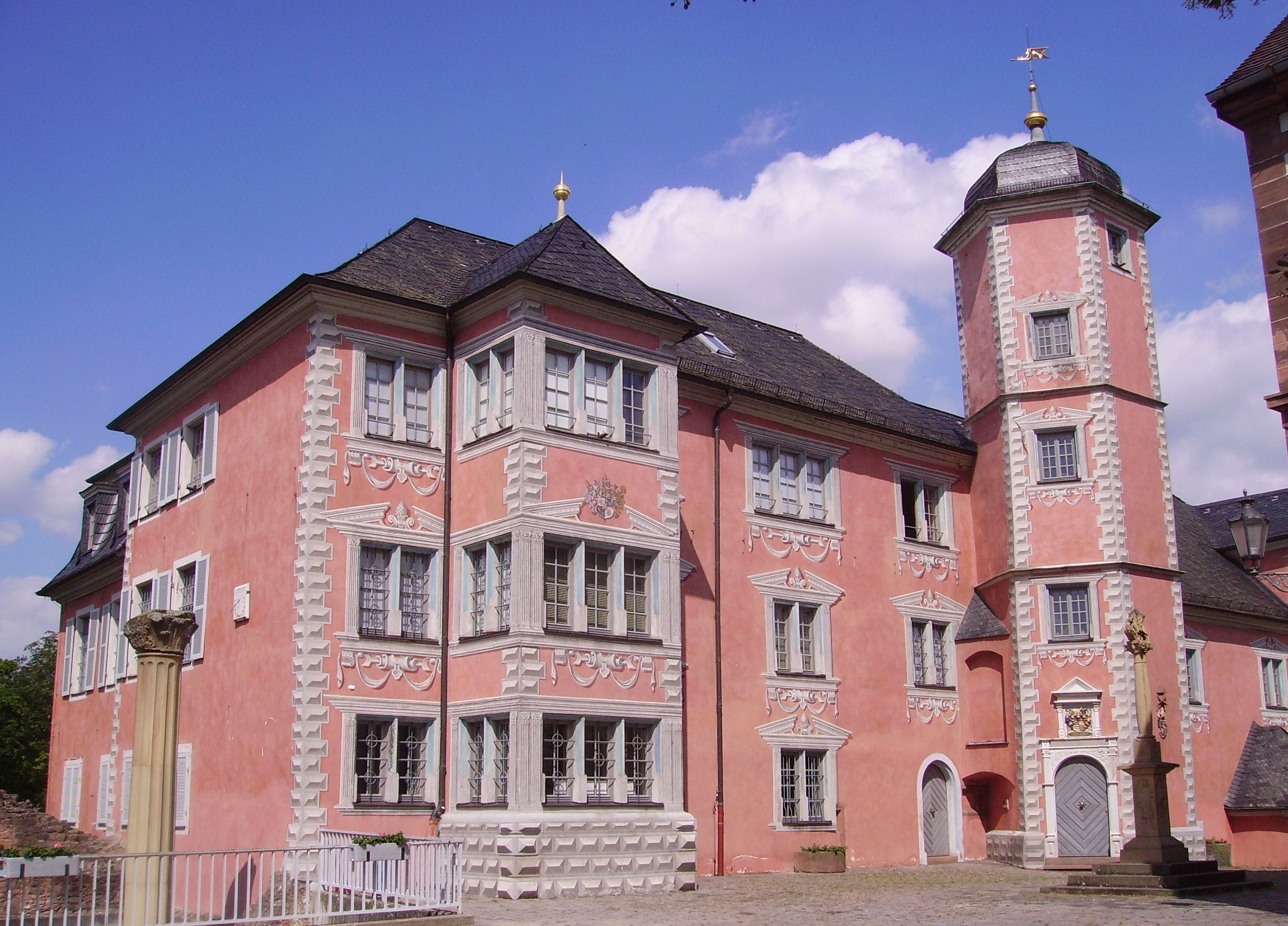
ロプデンガウ博物館

ロプデンガウ博物館はビショフホーフ（ラーデンブルク城とも呼ばれる）にあり、収蔵品の主なテーマは、考古学、市史、民俗文化である。
この博物館前には、ジュピター巨人柱のコピーが建っている。オリジナルは博物館内に収蔵されている、台座には4人の重要な神の姿が彫られている。
- ミネルヴァ（アテナ）、知恵の女神
- ジュノー、結婚と生活の女神
- マーキュリー、商売の神
- ヘラクレス

上部の4人の女性像は、四季を象徴しており、若々しいのが春、スカーフをしているのが冬を表現している。
一番上には、巨人族を踏みつける神々の父の像があるが、これは未開の民に対するローマ帝国の勝利を表している。
220年頃、アラマンニ人がラーデンブルクに攻め込み、この柱を倒した。ローマ人のノヴァニウス・アウグストゥスがこれを修復し再建した。40年後にアラマン人は再び襲来し、この柱を砕いて、泉に投げ込んだ。そのまま放置され、家の新築工事の際に再発見された。

#### カール・ベンツ自動車博物館

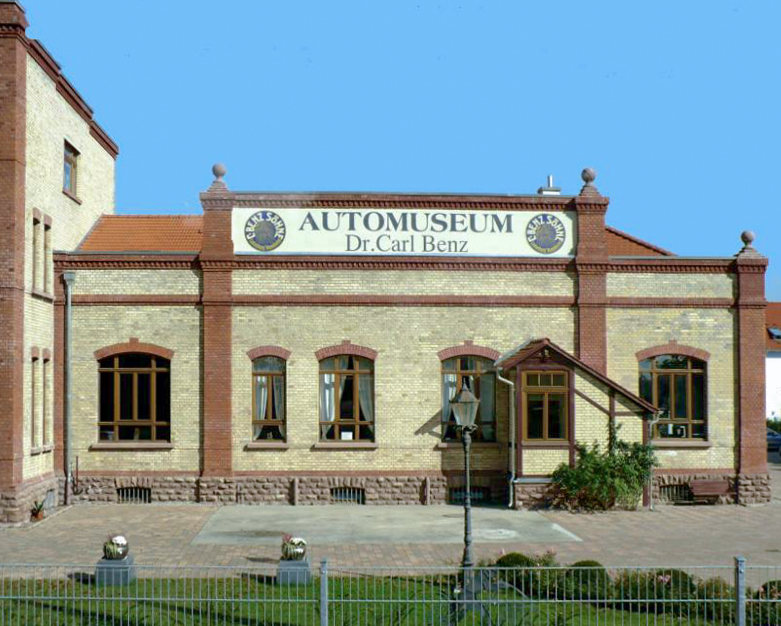
カール・ベンツ自動車博物館

ラーデンブルクのカール・ベンツ自動車博物館は2005年に移転した。新しい場所は、ほぼ100年前のC. Benz Söhne社の工場ホールである。20世紀の初頭にC. Benz Söhneブランドの自動車を生産したこの歴史的な工場は、ダイムラー・クライスラーAGの基金により整備され、ヴィンフリート・A・ザイデルの自動車史コレクションにふさわしい展示環境となった。

### 建築

#### 都市の防衛施設

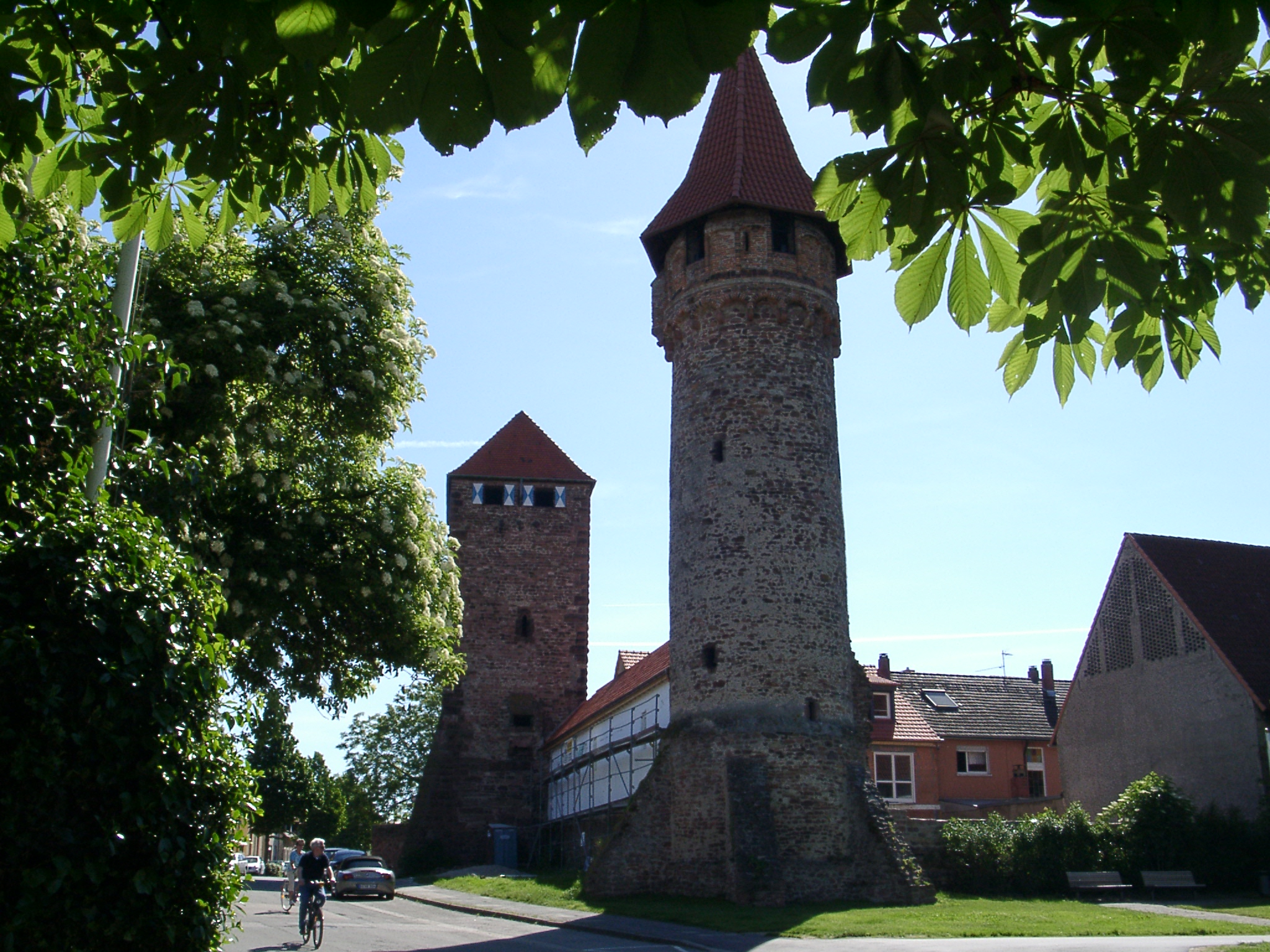
ラーデンブルクの都市防衛施設

中世の市壁は1200年頃に建造されたものだが、一部にはローマ時代の壁をそのまま使った部分もある。魔女の塔、坊主の塔、マルティンス門が遺されている。

#### 聖ガルス教会
11世紀に建てられた、クリプタ（地下聖堂）をもつ聖ガルス教会の前にはLoposunumのフォールムがあった。アルプスより北では2番目に大きな72m×28mの市場のバシリカが設けられていた。

#### マリアの泉とマルクト広場

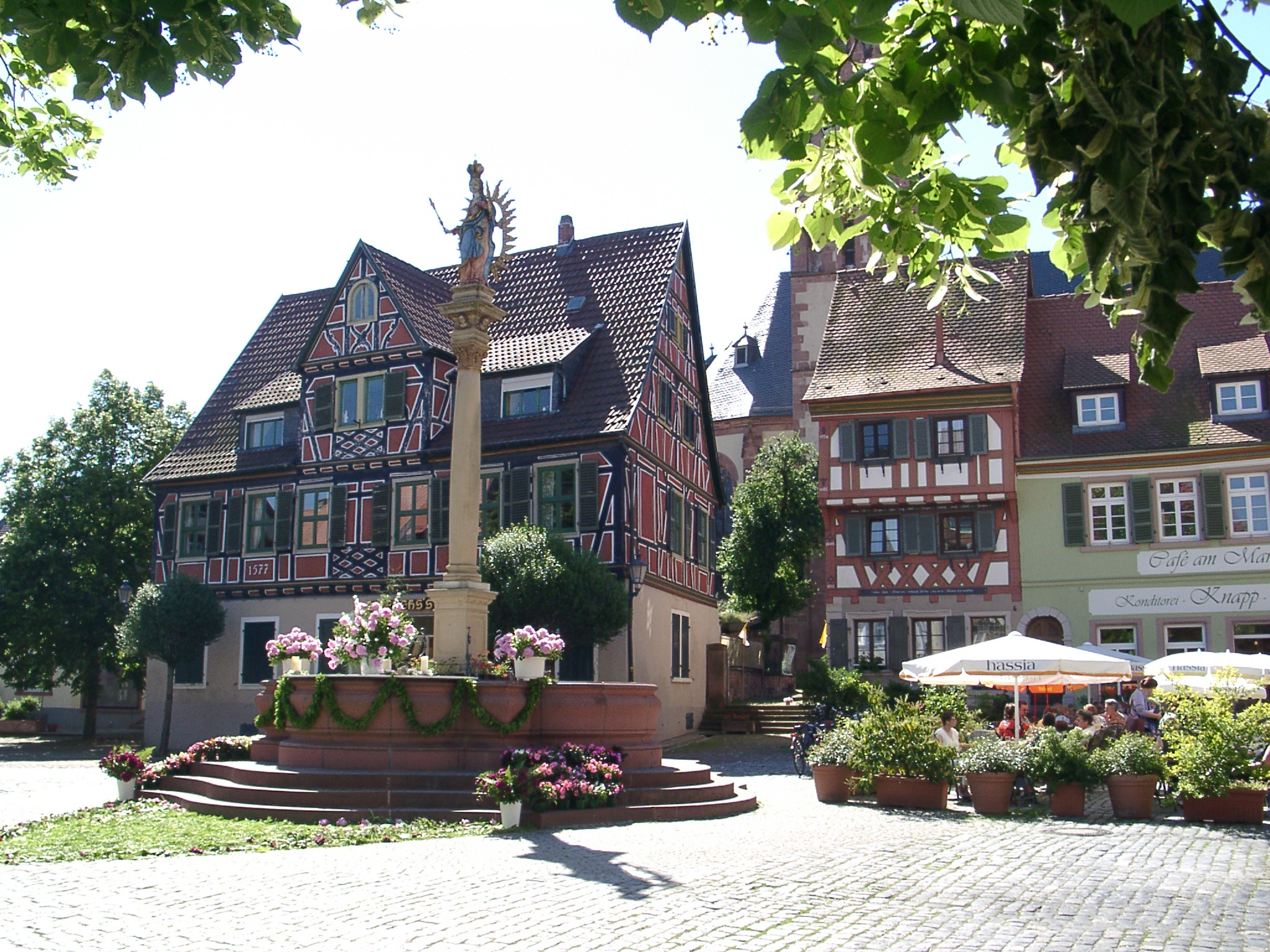
マルクト広場とマリアの泉

マルクト広場には、19世紀にはすでにバロック様式のマリアの柱が建てられていた。1873年のある夜、何者かがマリア像を台座から落とし、残った部分を墓の壁脇に埋めた。歯科医の未亡人でピアニストのアンナ・ハウバーが市へ寄付を行い、マルクト広場に記念碑を建てて整備することとなった。長い議論の末、1976年にマリアの泉が昔の姿で再建されることとなったのである。

#### 市庁舎とドームホーフ
かつてのドームホーフの場所に、現在は市庁舎の一部が建っている。ドームホーフは、元々貴族の館で1423年あるいは1424年以降にヴォルムス司教の居館となった。この建物は1962年の復活祭の火事で完全に焼失した。
広場にはこの都市の権利を巡って戦った司教と選帝侯の像が設置されている。選帝侯はやや楽しげで、司教像は厳めしい感じである。司教と選帝侯は1385年から1705年までの間共同統治を行った。その近くには、都市権を誇らしげに掲げるローマ人兵士の像もある。

#### その他の建造物
- ゼバスティアン礼拝堂
- プロテスタントの市教会

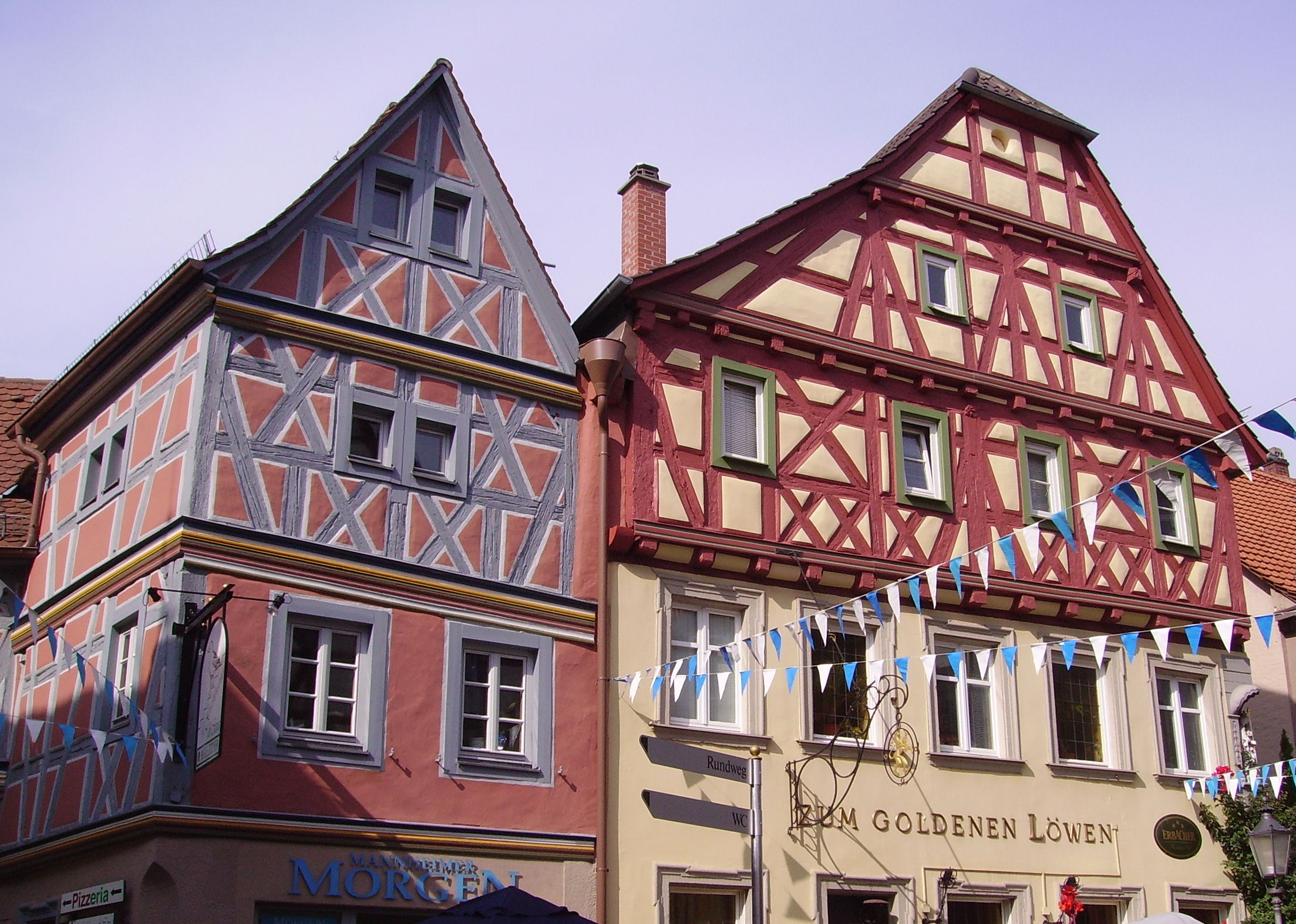
ラーデンブルク旧市街の木組み建築

- 聖アントニウス（市の守護聖人）の像がある旧アントニウス施療院
- ローマ時代後期の港湾防衛施設（ブルグス）
- イエズスホーフまたはベッテンドルファーホーフ
- 典型的な貴族の屋敷、ハントシュースハイマー・ホーフ
- ゼイレルン・ハウスをはじめとする旧市街の多くの木組み建築
- ベンツ公園の給水塔
- カール・ベンツの旧宅および最初のガレージ

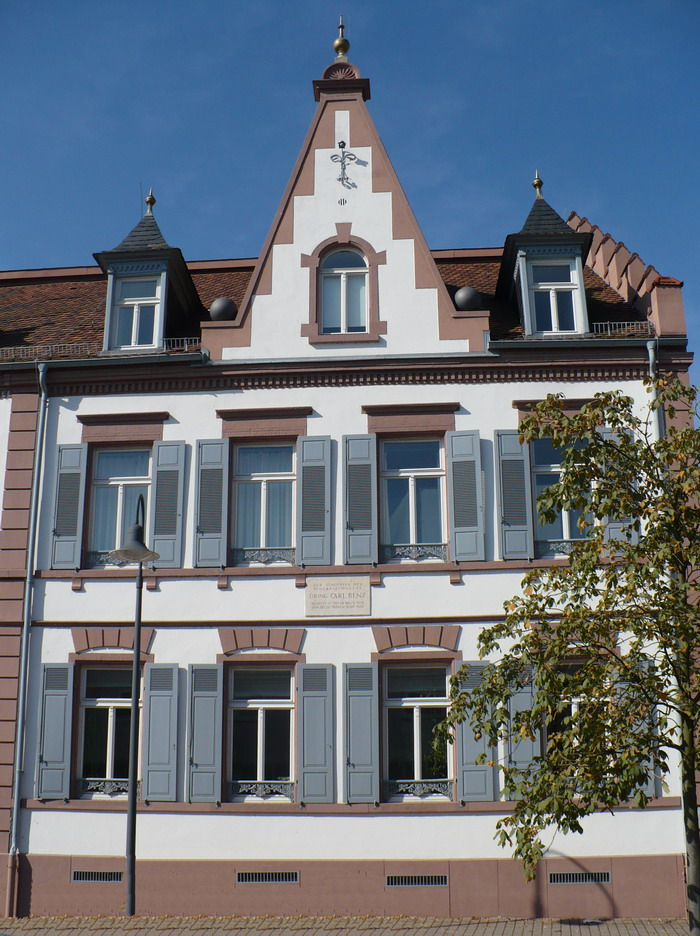
カール・ベンツ旧宅
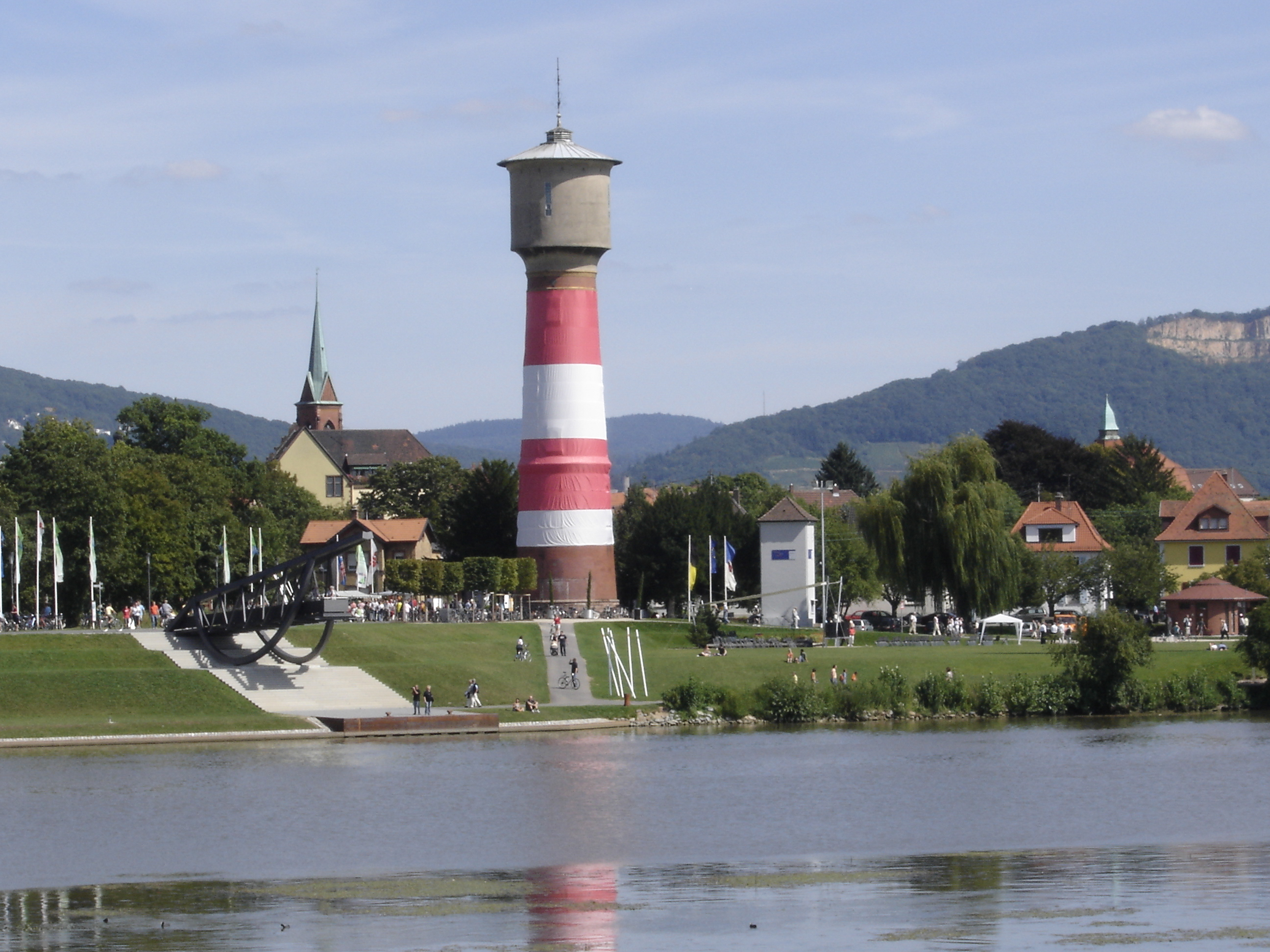
給水塔

### 公園
グリーンプロジェクト2005の一環として、ラーデンブルクの南東に公園施設が設けられた。この公園は現在「Der grüne Ring」と名付けられ、2006年のドイツで一番すばらしい公園に選ばれた。

## 経済と社会資本
1941年以降、ラーデンブルクにはReckitt Benckiser（日用化学品製造）の工場がある。この工場では、現在、Calgonが生産されている。
2006年にラーデンブルクにライン＝ネッカー統合司令センターが設けられた。これは、ライン＝ネッカー郡、ネッカー＝オーデンヴァルト郡の消防および救急隊ならびにハイデルベルクとマンハイムの救急隊を所管している。

### 交通
エーディンゲン=ネッカーハウゼンとラーデンブルクの間をフェリーが結んでいる。この交通は、中世の遅くとも1483年には存在していたことが明らかになっている。この他に川を越える交通路としては、マイン＝ネッカー鉄道の鉄道橋がある。この橋は二輪車や歩いてもネッカー川を渡ることができるようになっている。この赤色砂岩で造られた多くのアーチを持つ橋は1848年に建設され、ダルムシュタットからヴァインハイムを経由してマンハイム＝フリードリヒスフェルトの分岐点までを結ぶ鉄道路の一部をなしている。橋の北側すぐのところにラーデンブルク駅がある。ラーデンブルク西部の工業地域へは州道L542号線の橋でネッカー運河を渡って、イルフェスハイム島に入る。ラーデンブルク東部は連邦アウトバーンA5号線に接続する（ラーデンブルク＝シュリースハイム・インターチェンジ）。また、ラーデンブルクの西側にはラーデンブルク港がある。
道路交通
ラーデンブルクの東の市境は連邦アウトバーンA5号線に沿っており、ここにインターチェンジが設けられている。ラーデンブルクを通る連邦道はない。 シュヴェツィンゲン – マンハイム – シェーナウ と通る州道L597号線がラーデンブルクを貫いているほか、イルフェスハイムへ向かうL542号線、シュリースハイムへ至るL536号線、ヘッデスハイムへ通じるL631号線が走っている。シュリースハイム – ドッセンハイム方面へは郡道K4238号線も通っている。
鉄道交通
ラーデンブルクは、マンハイム／ハイデルベルク – ベンスハイム – ダルムシュタット – フランクフルト・アム・マインと走る複線電化されたマイン＝ネッカー鉄道沿いに位置している。ラーデンブルク駅は3本の軌道を有しており、近郊鉄道が利用している。3つの引き込み線がラーデンブルク駅から工業地帯へ延びているが、この路線は現在使われていない。
船舶交通
ラーデンブルクはネッカー川に面しており、給水塔の近くに船着き場がある。ここから真夏には、火曜日はハイデルベルク – ネッカーシュタイナハ行きの、日曜日と水曜日にはマンハイム – ヴォルムス行きの船がでる。ラーデンブルクの西にはネッカー運河沿いにラーデンブルク港がある。この他、昼間はいつも、ラーデンブルク・フェリーが対岸のネッカーハウゼンとの間を結んでいる（州道L597号線沿い）。

### ライフライン
ラーデンブルクの電力網はEnBW Energie Baden-Württemberg、天然ガスの供給網はマンハイムのMVV Energieが担っている。上下水道の運営はラーデンブルク市が自ら行っている。ラーデンブルクは、ドイツテレコムの電話網に組み込まれており、Kabel BWのブロードバンド網が整備されている。

### 教育

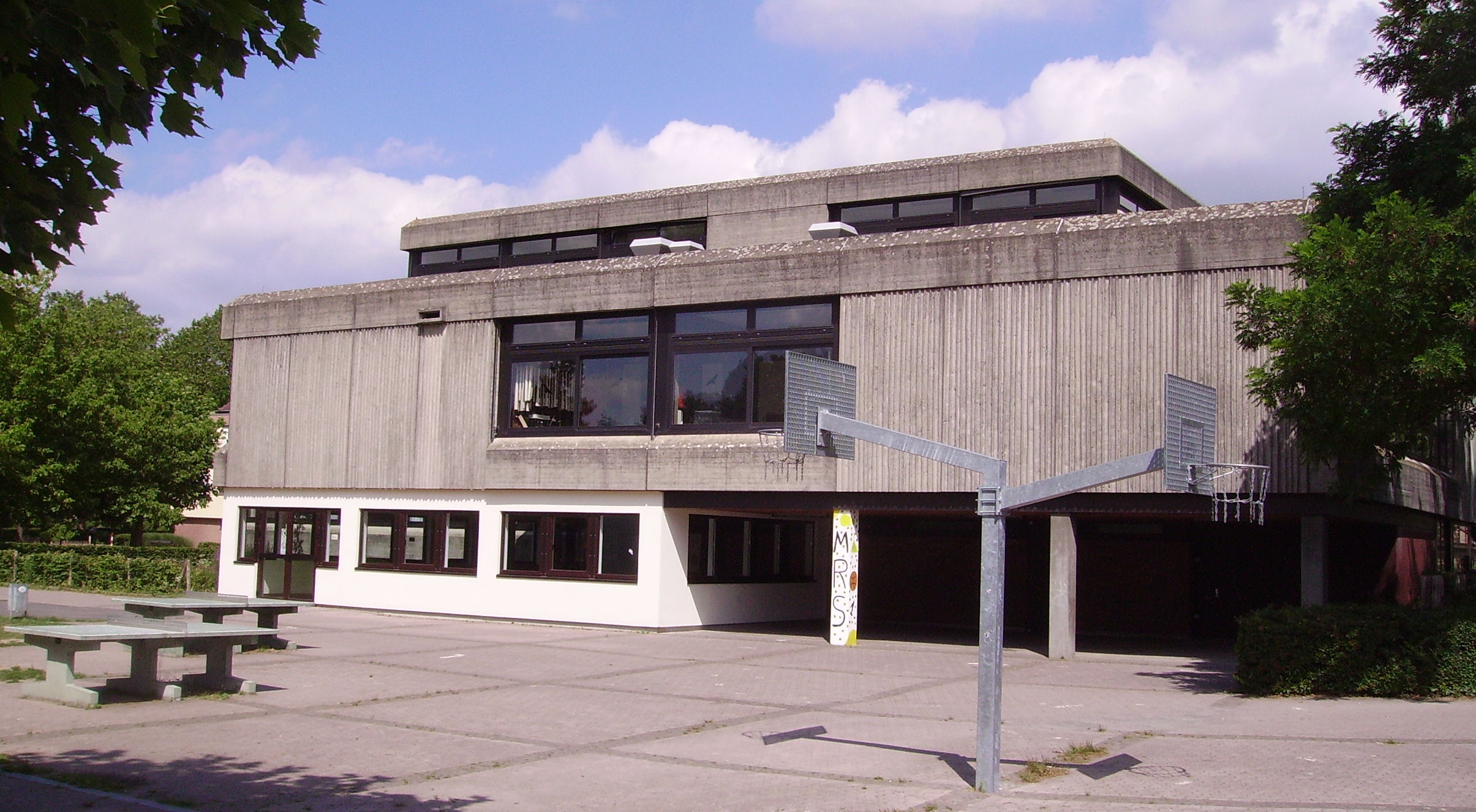
メリアン実業学校

ラーデンブルクは全部で9つの学校を有し、マンハイム – ハイデルベルク – ヴァインハイムで囲まれた三角形の中で重要な学校都市である。
ラーデンブルクには、旧市街にダルベルク基礎課程学校、ヴェストシュタットにアストリト・リンドグレン・シューレの2つの基礎課程学校がある。
旧市街の南端にあたるレアルシュール通りとメリアン通りの間にラーデンブルクの学校センターがある。ここにはジッキンゲン本課程学校、メリアン実業学校、カール・ベンツ・ギムナジウムの3つの学校がある。ラーデンブルクには、これらの他にエーリヒ・ケストナー養護学校、2008年に街の東側に新しく建設された身体障害者のためのマルティンスシューレがある。
市立音楽学校は、ルストガルテン通りのダルベルク基礎課程学校とカール・ベンツ・ギムナジウムの間にある。また、ハウプト通りの旧市庁舎には市民大学がある。
カール・ベンツ・ギムナジウムとメリアン実業学校の校区はラーデンブルクの他、近隣のヘッデスハイム、イルフェスハイム、ゼッケンハイム、ネッカーハウゼン、エーディンゲン、フリードリヒスフェルト、シュヴァーベンハイマー・ホーフを含んでいる。広域学校であるマルティンスシューレにはライン＝ネッカー郡全域、ハイデルベルク、マンハイム、ベルクシュトラーセ郡南部からも学生が通っている。

## 人物

### 出身者
- ヨハン・クリストフ・ザウアー（1695年 – 1757年）北アメリカで最初のドイツ人印刷業者。
- ラムバート・ハインリヒ・フォン・バーボ（1818年 – 1899年）化学者。
- ハインリヒ・ジーゲル（1830年 – 1899年）オーストリア帝立アカデミー総長。
- ルドルフ・アグリーコラ（1900年 – 1985年）経済学者でジャーナリスト。
- カーリン・ランダーマッハー（1945年 - ）政治家、バイエルン州議会議員。
- アレクサンダー・フィリップス（1975年 - ）1999年のミス・ドイツ。

### ゆかりの人物
- カール・ベンツ（1844年 – 1929年）自動車のパイオニア。1904年から亡くなる1929年まで妻のベルタとともにラーデンブルクに住んだ。1927年に名誉市民に選ばれている。

## 引用
1. ↑  Statistisches Landesamt Baden-Württemberg – Bevölkerung nach Nationalität und Geschlecht am 31. Dezember 2023 (CSV-Datei)
2. ↑  Max Mangold, ed (2005). Duden, Aussprachewörterbuch (6 ed.). Dudenverl. p. 495. ISBN 978-3-411-04066-7
3. ↑  Statistisches Landesamt Baden-Württemberg, Stand: 31. Dezember 2004
4. ↑  Das Land Baden-Württemberg. Amtliche Beschreibung nach Kreisen und Gemeinden. Band V: Regierungsbezirk Karlsruhe Kohlhammer, Stuttgart 1976, ISBN 3-17-002542-2. S. 375–378
5. ↑  Herwig John, Gabriele Wüst: Wappenbuch Rhein-Neckar-Kreis. Ubstadt-Weiher 1996, ISBN 3-929366-27-4, S. 71